# Strojimir Vlastimirović
Strojimir Vlastimirović (srbsko Стројимир Властимировић, grško starogrško Στροἠμιρ/Στροἠμηρος, Stroímir/Stroímiros) je bil srbski velikaš in z bratoma Mutimirjem in Gojnikom sovladar Srbske kneževine, ki je vladal približno od leta 851 do njegove in Gojnikove odstavitve po neuspelem državnem udaru proti najstarejšemu bratu Mutimirju v 880. letih,  * ni znano,  † ni znano.
Bil je sin kneza Vlastimirja (vladal okrog 836-851). Z bratoma Gojnikom in Mutimirjem je porazil vojsko bolgarskega kanaBorisa I. pod poveljstvom njegovega sina Vladimirja. Srbska vojska je ujela Vladimirja in 12 bojarjev.  Po bitki so Srbi in Bolgari sklenili mir in Mutimirjeva  sinova  Pribislav in Štefan Mutimirović sta odpeljala ujetnike proti meji z Rašo. Tam jih je Boris bogato obdaril in od Mutimirja dobil po dva sužnja, sokola in psa in 80 krzen.
V boju za oblast med mlajšima bratoma in Mutimirjem sta bila Strojimir in Gojnik ujeta in leta 855-856 kot ujetnika poslana k bolgarskemu kanu Borisu I. kot potrditev mirovnega sporazuma. Oba sta izgubila naslova srbskih knezov in bila zadržana v bolgarski prestolnici Pliski.  Bolgari so s Strojimirjem lepo ravnali in Boris je celo osebno izbral ženo za Strojimirjevega sina Klonimirja.
11. julija 2006 je srbska vlada na dražbi v Münchenu kupila v bizantinskem slogu oblikovan prstan iz čistega zlata z maso 15,64 g. Prstan je bil morda Strojimirjeva  last. Na njem je napis v grščini 
starogrško KE BOIΘ CTPOHMIP
starogrško K(ήρι)Ε Βοίθ(εί) Στρήμιρ
Bog, pomagaj Stroimirju in patriarhalni križ.  Domneva se, da je bil izdelan v Konstantinoplu v drugi polovici 9. stoletja od leta 855/856 do 896, ko je Strojimirjev sin Klonimir poskušal zasesti srbski prestol.

## Sklica
1. ↑  De administrando imperio.
2. ↑  Živković 2007, str. 23–29.

## Vira
- Moravcsik, Gyula, urednik (1967). Konstantin VII. Porfirogenet. De Administrando Imperio (4. izdaja). Washington D.C.: Dumbarton Oaks Center for Byzantine Studies. ISBN 978-0-88402-021-9.
- Fine, John Van Antwerp (1991). The Early Medieval Balkans: A Critical Survey from the Sixth to the Late Twelfth Century. Ann Arbor : University of Michigan Press. COBISS 63710976. ISBN 0-472-08149-7.

| Strojimir Vlastimirović VlastimirovićiRojen: 830. leta Umrl: 880-896 |                                                              |                                          |
| Vladarski nazivi                                                     |                                                              |                                          |
| Predhodnik: Vlastimir                                                | Srbski knez 851-880. leta Služboval ob: Mutimirju in Gojniku | Naslednik: Mutimir kot samostojen vladar |